# رالف أ. ليفين
رالف أ. ليفين (بالإنجليزية: Ralph A. Lewin)‏ هو عالم أحياء وشاعر أمريكي، ولد في 30 أبريل 1921، وتوفي في 30 نوفمبر 2008.